# Чумаки (Бєлгородська область)
Чумаки (рос. Чумаки) — хутір у Старооскольському районі Бєлгородської області Російської Федерації. Входить до складу Котовської сільської території.

## Географія
Хутір розташований на українських етнічних земелях Слобожанщини, на лівому березі річки Убля, за 21 км від районного центру міста Старий Оскол та за 126 км на північний схід від обласного центру міста Бєлгород.

## Назва
Свою назву хутір отримав від його засновників — чумаків.

## Історія
Хутір заснували українські чумаки у другій половині XVII століття. Входив у склад Старооскольського повіту Бєлгородської губернії (1727-1779), Курського намісництва (1779-1797) та Курської губернії (1797-1928).
З липня 1928 року хутір Чумаки увійшов до складу Котовської сільради щойно утвореного Старооскольського району Центрально-Чорноземної області, з 1 лютого 1963 року в складі Старооскольського сільського району Бєлгородської області. У 1997 році хутір увійшов до складу Котовського сільського округу Старооскольського району Бєлгородської області. 7 вересня 2007 року хутір увійшов до складу новоствореної Котовської сільської території.

## Клімат
Клімат хутора помірно-континентальний, з м'якою зимою та теплим літом. Середньорічна температура становить 6.5 °C. Опадів більше випадає влітку та на початку осені. У рік випадає близько 562 мм опадів.
Найпрохолодніший місяць січень, зі середньою температурою -8.4 °C, найтепліший місць липень, з середньою температурою +19.9 °C.
| Кліматограма Чумаків                                                                  | Кліматограма Чумаків | Кліматограма Чумаків | Кліматограма Чумаків | Кліматограма Чумаків | Кліматограма Чумаків | Кліматограма Чумаків | Кліматограма Чумаків | Кліматограма Чумаків | Кліматограма Чумаків | Кліматограма Чумаків | Кліматограма Чумаків |
| ------------------------------------------------------------------------------------- | -------------------- | -------------------- | -------------------- | -------------------- | -------------------- | -------------------- | -------------------- | -------------------- | -------------------- | -------------------- | -------------------- |
| С                                                                                     | Л                    | Б                    | К                    | Т                    | Ч                    | Л                    | С                    | В                    | Ж                    | Л                    | Г                    |
| 40 −8 −12                                                                             | 30 −8 −11            | 28 −2 −6             | 39 8 3               | 45 15 9              | 68 19 13             | 69 20 15             | 57 19 13             | 52 14 9              | 44 7 3               | 46 0 −3              | 44 −5 −7             |
| Середня макс. і мін. температури повітря (°C) Атмосферні опади (мм), за рік : 562 мм. |                      |                      |                      |                      |                      |                      |                      |                      |                      |                      |                      |

## Населення
Станом на 2010 рік чисельність населення хутора — 37 осіб.
| 1907 | 1932 | 1979 | 1989 | 1997 | 2002 | 2010 |
| 93   | ▲ 94 | ▼ 74 | ▼ 44 | ▼ 42 | ▼ 41 | ▼ 37 |

## Зоопарк
На хуторі Чумаки розташований Старооскольский зоопарк, який був заснований у вересні 2008 року. У зоопарку живе близько 500 тварин та понад півтори тисячі пернатих. Зоопарк займає територію 18,7 га.